# Ахмадалиева, Энахон
Энахон Ахмадалиева — советский хозяйственный, государственный и политический деятель, депутат Совета Национальностей Верховного Совета СССР 6-го созыва.

## Биография
Родилась в 1922 году в Ферганской области. Член КПСС.
С 1940 года — на хозяйственной, общественной и политической работе. В 1940—1983 гг. — учительница неполной средней школы, заместитель председателя, старшая табельщица, звеньевая, председатель колхоза имени Карла Маркса Алтыарыкского района Ферганской области.
Избиралась депутатом Совета Национальностей Верховного Совета СССР 6-го созыва.
Делегат XXII съезда КПСС.
Умерла после 1983 года.